# Fallen Angel (Lied)
Fallen Angel (englisch für Gefallener Engel) ist ein englischsprachiges Lied, mit dem der norwegische Sänger TIX Norwegen beim Eurovision Song Contest 2021 vertrat. Zunächst wurde die norwegischsprachige Version Ut av mørket veröffentlicht.

## Hintergrund
Der Sänger, Musikproduzent und Songwriter TIX (bürgerlich: Andreas Haukeland) wurde am 11. Januar 2021 als automatisch für das Finale qualifizierter Beitrag für den Melodi Grand Prix 2021, also den norwegischen Vorentscheid für den Eurovision Song Contest, vorgestellt. Sein Lied Ut av mørket wurde am 15. Januar 2021 veröffentlicht, am darauffolgenden Tag präsentierte er das Lied beim ersten Halbfinale, ohne sich jedoch dort für das Finale qualifizieren zu müssen. Später wurde bekannt gegeben, dass er im Finale mit einer englischen Version des Liedes auftreten werde, welche er auch beim Eurovision Song Contest verwenden würde, so er gewinne.
Am 19. Februar 2021 veröffentlichte er die englische Version Fallen Angel. Diese neue Version wurde von Andreas Haukeland gemeinsam mit seinem Bruder Mathias Haukeland und der Singer-Songwriterin Emelie Hollow angefertigt. Mit Fallen Angel gewann er schließlich den Melodi Grand Prix, wodurch das Lied der norwegische Beitrag für den Eurovision Song Contest wurde.
Beim Musikpreis Spellemannprisen 2021 wurde Fallen Angel / Ut av mørket in der Kategorie „Lied des Jahres“ nominiert.

## Beim Eurovision Song Contest

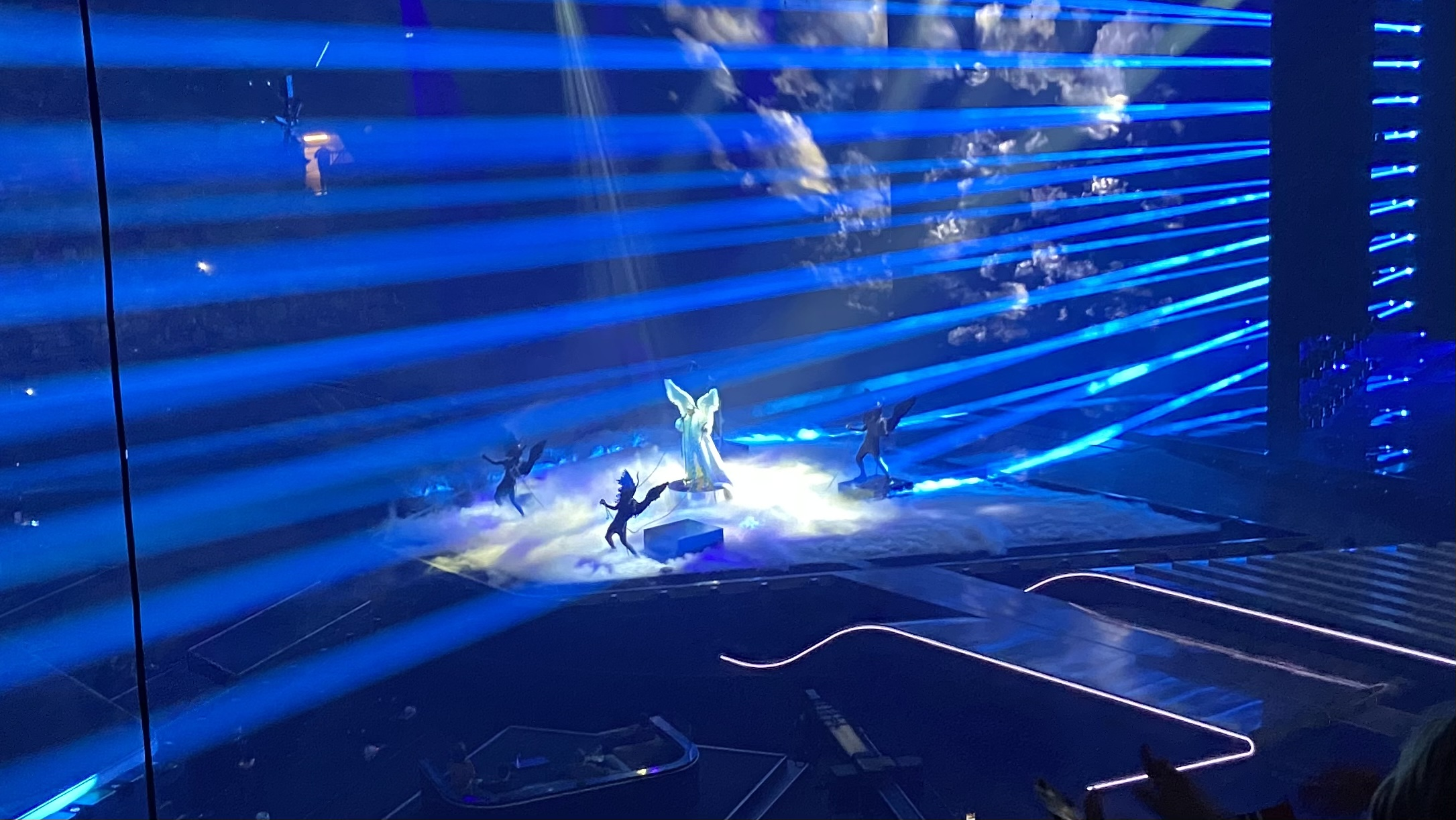
Tix beim Eurovision Song Contest 2022

Die Europäische Rundfunkunion EBU kündigte im November 2020 an, dass die für den 2020 abgesagten Eurovision Song Contest ausgeloste Startreihenfolge auch 2021 verwendet werde. Norwegen wurde dabei ein Platz in der zweiten Hälfte des ersten Halbfinale am 18. Mai 2021 zugewiesen. Am 30. März 2021 gab der Ausrichter bekannt, dass Norwegen die Startnummer 9 erhalten habe. Das Land konnte sich im Halbfinale als Zehnter für das Finale qualifizieren. Dort wurde dem norwegischen Beitrag der Startplatz 22 zugewiesen. Im Finale erreichte Norwegen mit 75 Punkten den 18. Platz.

## Musikvideo
Das Musikvideo zum Lied wurde am 4. Mai 2021 veröffentlicht. Das Video zeigt zunächst einen Jungen mit Tourette-Syndrom, der in der Schule Mobbing erlebt und der sich im Laufe des Videos zum erwachsenen TIX entwickelt. Haukeland erklärte, dass es sich dabei um eigene Erfahrungen handele.

## Rezeption
Sowohl die englische als auch die norwegische Version des Liedes erhielten überwiegend negative Rezensionen in der norwegischen Presse. Espen Borge vom Norsk rikskringkasting (NRK) gab der englischen Version zwei von sechs möglichen Punkten und bezeichnete es als eines der schwächsten Lieder des Melodi Grand Prix. Den Text beschrieb er als vorhersehbar. Anders Grønneberg von der Zeitung Dagbladet schrieb, dass der norwegische Text von Klischees geprägt sei und nicht im Finale vertreten sein sollte. Er gab dem Lied einen von sechs Punkten. Grønnebergs Aussage, dass er das Stirnband des Sängers essen würde, sollte er das Finale gewinnen, wurde in der Folge auch von anderen Medien thematisiert. In einer zu einem Lied der Sängerin Ane Finnstad schrieb Grønneberg des Weiteren, dass diese vielleicht versuchen solle, in der Talkshow Lindmo zu weinen. Dies wurde von der Sängerin und Haukeland als Angriff auf Haukelands Auftritt in der Talkshow, bei dem er über Einsamkeit und Suizidgedanken sprach, interpretiert.
Als Reaktion auf die negativen Rezensionen trug TIX bei seinem Auftritt im Finale des Melodi Grand Prix eine Halskette mit einem Würfel, der nur einen Punkt zeigte. Rezensionen werden in Norwegen häufig mit Würfelpunkten dargestellt. Aufgrund der Kritiken entwickelte sich in den norwegischen Medien zudem eine Diskussion über die Macht der Rezensionen und darüber, wie weit Kritiken gehen dürfen. Diese wurde unter anderem nach dem Finale auch in der NRK-Debattensendung Debatten geführt, wo Dagbladet-Journalist Grønneberg in Referenz auf seine Rezension ein Stück eines Stirnbands aß. Diese Debatte wurde im Jahr 2022 in der Serie Norske beefer aufgegriffen, bei der unter anderem Haukeland, Grønneberg sowie der MGP-Moderator Ronny Brede Aase zu Wort kamen.

## Kommerzieller Erfolg
Die norwegische Version Ut av mørket stieg nach ihrer Veröffentlichung auf Platz drei in die norwegischen Singlecharts ein. In der Woche nach dem Finale des Melodi Grand Prix erreichte das Lied den ersten Platz, die englische Version stieg in derselben Woche auf Platz drei der Charts ein.

### Ut av mørket
| ChartsChartplatzierungen | Höchstplatzierung | Wochen |
| ------------------------ | ----------------- | ------ |
| Norwegen (IFPI)          | 1 (18 Wo.)        | 18     |

### Fallen Angel
| ChartsChartplatzierungen | Höchstplatzierung | Wochen |
| ------------------------ | ----------------- | ------ |
| Norwegen (IFPI)          | 2 (11 Wo.)        | 11     |